# 丁辉 (军人)
丁辉（1975年—），锡伯族，辽宁开原金沟子镇人，中国人民解放军中部战区陆军某连技师，一级军士长军衔。
父亲丁泓芳是一名军人，受家庭影响，丁辉于1994年在家乡入伍，成为坦克兵。他先后参加过建国50周年阅兵、建国60周年阅兵、抗战胜利70周年阅兵、建军90周年阅兵以及建国70周年阅兵。有“五特精兵”（特级驾驶员、特级射手、特级无线电手、特级网络模块维护员、特级信息化系统操作员）之称。